# Labidosaurikos meachami
Il labidosaurico (Labidosaurikos meachami) è un rettile estinto appartenente ai captorinidi. Visse nel Permiano inferiore (circa 279 - 272 milioni di anni fa) e i suoi resti fossili sono stati ritrovati in Nordamerica (Oklahoma).

## Descrizione
Questo animale è noto principalmente per un cranio in ottimo stato di conservazione, lungo circa 28 centimetri. Dalla comparazione con altri animali simili noti per resti più completi, come Labidosaurus e Captorhinus, si suppone che la lunghezza totale di Labidosaurikos fosse di almeno 1,3 metri. Il muso era molto stretto, soprattutto se messo in relazione all'ampia regione postorbitale. Vi erano ampie piastre dentarie dotate di batterie di denti conici piuttosto piccoli. Le ossa della volta cranica erano finemente ornamentate. Labidosaurikos differisce da altri animali simili (come Moradisaurus) a causa della presenza di piccoli denticoli nel margine posteriore della flangia trasversa dello pterigoide. Un'altra differenza rispetto a Moradisaurus era data dalla parete laterale della mandibola, meno rigonfia. 
L'unico dente premascellare conservatosi nel fossile è il più grande dei denti superiori, ed è leggermente ricurvo. Il dente più anteriore dell'osso dentale, similmente, è il più grande dei denti inferiori. Le piastre dentarie del mascellare e del dentale erano costituite da denti disposti in file longitudinali di sei e di cinque, rispettivamente; le file adiacenti si disponevano alternativamente, in modo simile a una scacchiera. Gran parte di questi denti mostrano superfici di occlusione particolari: i denti della fila più esterna erano usurati nella parte interna, mentre quelli della fila interna erano usurati nella parte esterna. Quasi tutti i denti delle file centrali sono usurati da ambo le parti. Questo tipo di usura è apparentemente il risultato del continuo toccarsi delle file di denti superiori e inferiori, ed è molto probabile che i denti fossero quindi usati per macinare piante fibrose. 

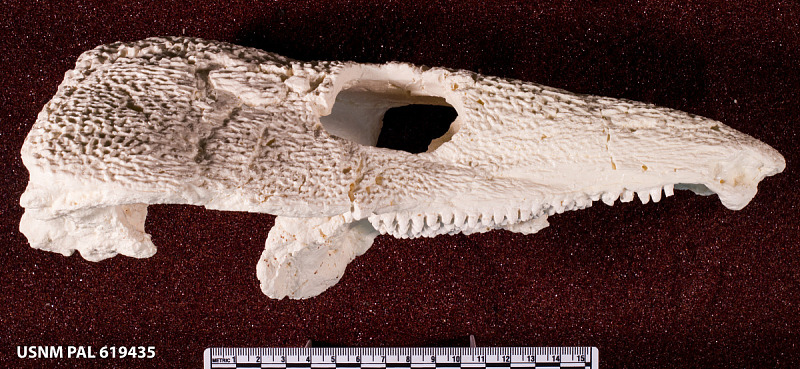
Cranio di Labidosaurikos meachami

## Classificazione
Questo animale è un tipico rappresentante dei captorinidi, un gruppo di rettili arcaici vicini all'origine dei diapsidi. In particolare, Labidosaurikos è considerato il più primitivo membro del clade dei moradisaurini, un gruppo di captorinidi dotati di file di denti nelle mascelle. Labidosaurikos meachami venne scoperto nel 1939, ma solo nel 1950 venne descritto ufficialmente. I resti, provenienti dalla formazione Hennessey del Permiano inferiore dell'Oklahoma, furono avvicinati a quelli di Labidosaurus, un captorinide non moradisaurino; all'epoca non si conoscevano altri membri dei moradisaurini. 
Una seconda specie, L. barkeri, venne descritta nel 1954, proveniente dalla formazione Choza del Texas. L'esemplare differirebbe da L. meachami a causa dell'assenza di una fila di denti superiori e inferiori. Il materiale, in ogni caso, è frammentario, e la fila mancante potrebbe essere dovuta all'età dell'esemplare, probabilmente immaturo. L. meachami e L. barkeri, in seguito ad altri studi, sembrerebbero essere una medesima specie (Dodick e Modesto, 1995).